# مورتيمر سيلرز
مورتيمر سيلرز (بالإنجليزية: Mortimer Sellers)‏ هو فيلسوف أمريكي، ولد في 1959 في فيلادلفيا في الولايات المتحدة.